# Zénauva

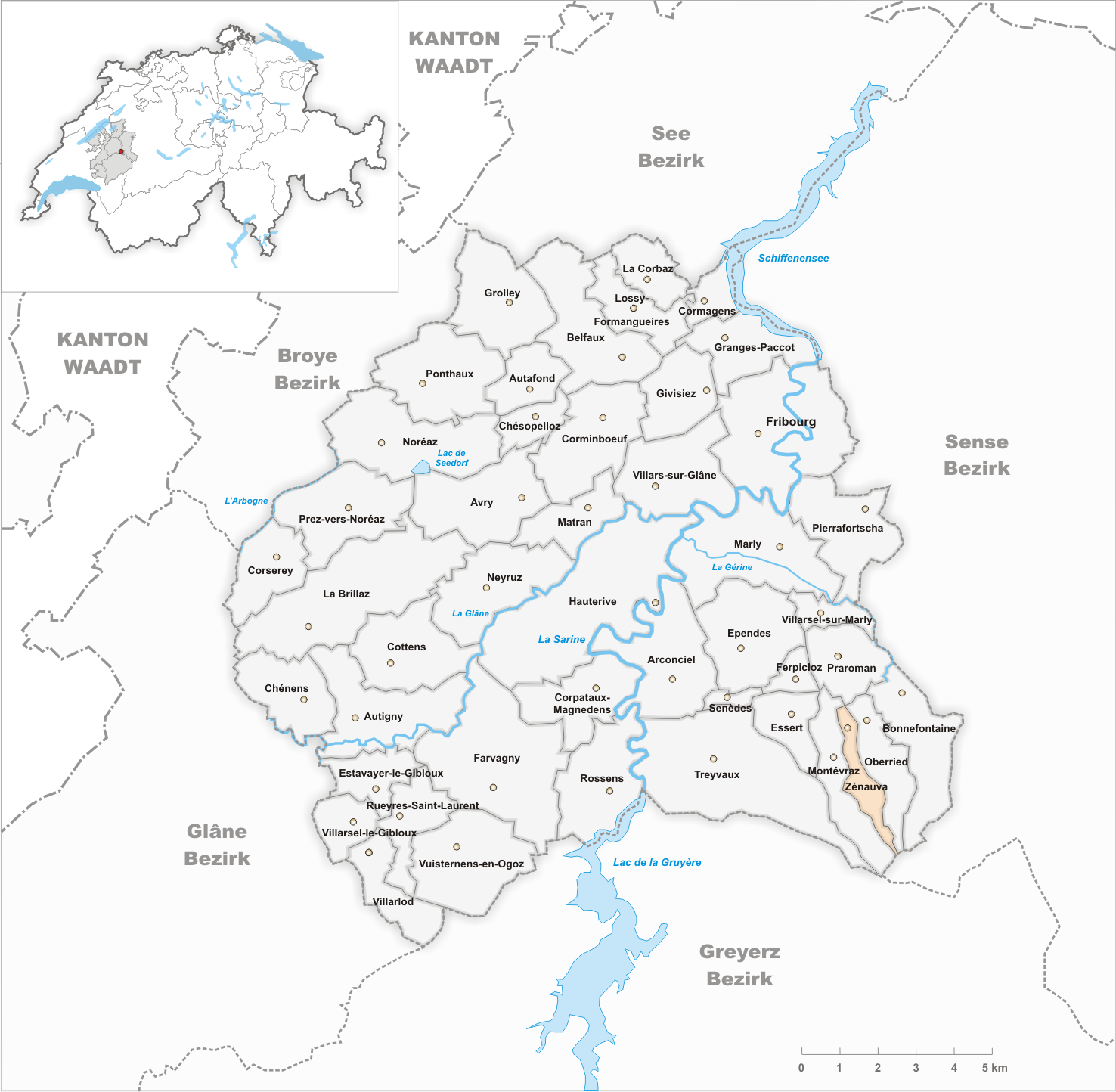
Gemeindestand vor der Fusion am 1. Januar 2003

Zénauva (Freiburger Patois Tsènàvouaⓘ) ist eine Ortschaft und früher selbständige politische Gemeinde im District de la Sarine (deutsch: Saanebezirk) des Kantons Freiburg in der Schweiz. Der frühere deutsche Name Schenof wird heute nicht mehr verwendet. Am 1. Januar 2003 wurde Zénauva mit fünf weiteren Gemeinden zur neuen Gemeinde Le Mouret zusammengeschlossen.

## Geographie
Zénauva liegt auf 799 m ü. M., neun Kilometer südlich der Kantonshauptstadt Freiburg (Luftlinie). Das Dorf erstreckt sich am Ostrand der Talmulde des Dorfbachs von Zénauva, im voralpinen Hügelland am Nordfuss des Cousimbert. Die ehemalige Gemeindefläche betrug rund 1,6 km². Das schmale aber langgestreckte Gebiet wurde im Westen durch den Bach von Zénauva begrenzt. Nach Süden reichte es über den Burgerwald bis auf den Berggrat, der vom Petit Cousimbert nach Nordosten ausläuft (bis 1450 m ü. M.).

## Bevölkerung
Mit 142 Einwohnern (2002) zählte Zénauva vor der Fusion zu den kleinen Gemeinden des Kantons Freiburg. Die Bewohner sprechen überwiegend Französisch. Zu Zénauva gehören verschiedene Hofsiedlungen und Einzelhöfe.
Einwohnerzahlen: Volkszählungsdaten

## Wirtschaft
Zénauva lebt noch heute vorwiegend von der Landwirtschaft, insbesondere von der Milchwirtschaft und der Viehzucht. Daneben gibt es einige kleinere Ackerbauflächen.

## Verkehr
Das Dorf liegt abseits der grösseren Durchgangsstrassen, die Hauptzufahrt erfolgt von Le Mouret. Zénauva besitzt selbst keine Anbindung an das Netz des öffentlichen Verkehrs. Die auf der Linie von Freiburg via La Roche nach Bulle verkehrenden Busse der Transports publics Fribourgeois halten an der Hauptstrasse bei Le Mouret, rund einen Kilometer vom Ortskern entfernt.

## Geschichte
Die erste urkundliche Erwähnung des Ortes erfolgte 1217 unter dem Namen Chinoua. Später erschienen die Bezeichnungen Chienoua (1228), Chinowa (1393), Zinowa (1445), Tschinouw (1555), Schönauwo (1644; abgeleitet durch eine falsche Interpretation), Zennauve (1755), Chenouvaz (und noch 1906 tauchte der Name Chenauvaz auf). Der Ortsname ist von den lateinischen Wörtern casa nova (neues Haus) abgeleitet.
Seit dem Mittelalter hatte das Kloster Hauterive Grundbesitz und Rodungsrechte auf dem Gebiet von Zénauva. Im Verlauf des 15. Jahrhunderts gelangte das Dorf unter die Herrschaft von Freiburg und wurde der Alten Landschaft (Burgpanner) zugeordnet. Nach dem Zusammenbruch des Ancien Régime (1798) gehörte Zénauva während der Helvetik zum Bezirk La Roche und ab 1803 zum Bezirk Freiburg, bevor es 1848 mit der neuen Kantonsverfassung in den Saanebezirk eingegliedert wurde.
Im Jahr 1996 entstand die Idee einer grossflächigen Gemeindefusion. Am 13. Juni 2002 votierten die Stimmberechtigten von Zénauva mit einem Ja-Anteil von 65 % für die Fusion. Mit Wirkung vom 1. Januar 2003 wurden deshalb die vorher selbständigen Gemeinden Zénauva, Bonnefontaine, Essert (FR), Montévraz, Oberried (FR) und Praroman zusammengelegt. Die neue Gemeinde erhielt den Namen Le Mouret.